# Jackals
Pour les articles homonymes, voir Jackal.
Jackals (ジャッカル) est un manga écrit par Shinya Murata et dessiné par Kim Byung Jin. Il a été prépublié dans le magazine Young Gangan de l'éditeur Square Enix, et a été compilé en un total de sept tomes. La version française est éditée par Ki-oon entre septembre 2008 et décembre 2009.

## Synopsis
Cicero City, ville rongée par le crime et la corruption, est sous la coupe de nombreuses organisations criminelles qui se livrent une guerre sans merci pour son contrôle. Pour servir leurs desseins, ces gangs font régulièrement appel aux « Jackals », des assassins professionnels et impitoyables, qui louent leurs services au plus offrant.
Nichol est l'un de ces fameux Jackals. Il use d'une arme déchiquetant ses cibles, l'Alligator, et il ne semble pas aimer faire dans la dentelle. C'est surement à cause de cela qu'il oscille entre exécuter ses contrats et éviter les règlements de compte. Plongé au milieu d'une guerre de gang pour le contrôle de la ville, lui et son associé font ce qu'ils peuvent pour travailler « honnêtement ».

## Personnages
Nichol D. Heyward
- Âge : 20 ans
- Taille : 1,80 m
- Poids : 85 kg
- Nom de code : Alligator Nichol
- Arme : Alligator
- Passe-temps : entraînement
- Profession : Jackals (tueur professionnel), (activité de couverture : employé à la boutique « Blade House »)

Foa Godfrey
- Âge : 20 ans
- Taille : 1,82 m
- Poids : 80 kg
- Nom de code : Foa Requiem
- Arme : Requiem
- Passe-temps : faire des cercueils avec sa grand-mère
- Profession : Jackals et chasseur de primes pour la police de Cicero City (activité de couverture : fabrique des cercueils avec sa grand-mère)

Fox Heyward
- Âge : 65 ans
- Taille : 1,70 m
- Poids : 60 kg
- Ancien nom de code : Silver Fox
- Passe-temps : étude de la culture et des arts martiaux japonais
- Profession : gérant de la boutique « Blade House » (activité de couverture). Activité principale : entraîne Alligator Nichol.

Sheryl Carter
- Âge : 18 ans
- Taille : 1,62 m
- Poids : 45 kg
- Passe-temps : danse
- Pas d'arme

Abraham G. Donington
- Âge : 27 ans
- Taille : 1,75 m
- Poids : 68 kg
- Nom de code : Abraham « Green Eyes »
- Arme : Couteaux
- Passe Temps : Mah-Jong
- Profession : Membre de l'état-major de Gabriella (dirigeant de l'aciérie, remplacé par Hans à sa mort)

Isaac Loremberg
- Âge : 40 ans
- Taille : 1,90 m
- Poids : 90 kg
- Nom de code : Isaac le Ténébreux
- Arme : épée
- Passe-temps : billard
- Profession : chef de l'état major de Gabriella

Martin Salieri
- Âge : 48 ans
- Taille : 1,75 m
- Poids : 120 kg
- Nom de code : Don Salieri
- Passe-temps : bowling, cigare
- Profession : Maire de Cicero City et chef de Gabriella

Hans Gibenraat
- Âge : 25 ans
- Taille : 1,72 m
- Poids : 65 kg
- Nom de code : Hans le Dynamiteur
- Arme : Les fleurs explosives
- Passe-temps : jardinage
- Profession : membre de l'état major de Gabriella (dirigeant de l'aciérie)

Claude Hongo
- Âge : 25 ans
- Taille : 1,75 m
- Poids : 75 kg
- Nom de code : Cyclone Claude
- Arme : sabre japonais (œuvre de Kijinmaru Kunishige d'Ikeda)
- Passe-temps : exercice physique et mental
- Profession : membre de l'état major de Gabriella (section assassinat)

Albert Gazzo
- Âge : 28 ans
- Taille : 2,05 m
- Poids : 125 kg
- Nom de code : Gazzo le Géant
- Arme : poings en acier
- Passe-temps : fléchettes
- Profession : membre de l'état major de Gabriella (section assassinat)

Diosini Lorent
- Âge : 26 ans
- Taille : 1,85 m
- Poids : 75 kg
- Nom de code : Scorpion Diosini
- Arme : rapière
- Passe-temps : collection d'épées et jeu d'échecs
- Profession : membre de l'état major de Gabriella (dirigeant de « La Grande Roue ») (activité de couverture : directeur de la bibliothèque municipale)

Simona Bazal
- Âge : 55 ans
- Taille : 1,55 m
- Poids : 42 kg
- Passe-Temps : compte ses sous
- Profession : intermédiaire des chasseurs de primes

Jasper Tennesseen
- Âge : 38 ans
- Taille : 1,50 m
- Poids : 50 kg
- Nom de code : Jasper le Singe bondissant
- Arme : Les griffes du singe
- Passe-temps : découpage d'articles de journaux
- Profession : membre de la « Chauve-Souris » (section renseignement de Gabriella)

Domino Spring
- Âge : 19 ans
- Taille : 1,60 m
- Poids : 47 kg
- Nom de code : Sorcière Domino
- Armes : instruments de torture
- Passe-temps : interrogatoire, torture, dressage
- Profession : membre de l'état major de Gabriella (dirigeante de la « Caverne »)

Arshela Rio
- Âge : 22 ans
- Taille : 1,68 m
- Poids : 56 kg
- Nom de code : Arshela la Femme-Python
- Arme : fouet
- Passe-temps : yoga
- Profession : membre de l'état major de Gabriella (dirigeante du « Cachot »)

Hanza Inoue
- Âge : 70 ans
- Taille : 1,60 m
- Poids : 60 kg
- Art martial : Daitoryu
- Passe-temps : lecture, alcool
- Profession : médecin libéral (ancien médecin militaire)

Simon Vidocq
- Âge : 25 ans
- Taille : 1,76 m
- Poids : 68 kg
- Nom de code : Simon Spear
- Arme : Spear Divide (lance rétractable)
- Passe-temps : danse de salon
- Profession : jackals de Tennouren (tueur professionnel)

Lee Meilang
- Âge : 28 ans
- Taille : 1,60 m
- Poids : 48 kg
- Passe-temps : observation de la psychologie humaine
- Profession : big-boss de Tennouren

Wong Jun Woo
- Âge : 32 ans
- Taille : 1,98 m
- Poids : 115 kg
- Nom de code : L'Ours Wong
- Arme : Lance
- Passe-temps : flûte
- Profession : membre de la Pie Grièche (escadron de la mort de Tennouren)

Turis Flag
- Âge : 16 ans
- Taille : 1,54 m
- Poids : 45 kg
- Nom de code : Turis Spider
- Arme : la toile d'araignée
- Passe-temps : tenir son journal intime
- Profession : membre de la Pie Grièche (escadron de la mort de Tennouren)

Shao Ji Wen
- Âge : 24 ans
- Taille : 1,78 m
- Poids : 75 kg
- Nom de code : Shao le Décapiteur
- Arme : Chakram (arme en forme d'anneau)
- Passe-temps : harceler ceux qui ne sont pas d'origine asiatique
- Profession : membre de la Pie Grièche (escadron de la mort de Tennouren)

Shan Da Jio
- Âge 28 ans
- Taille : 2 m
- Poids 145 kg
- Nom de code : Shan le Bœuf Impétueux
- Arme : Disque géant en acier
- Passe-temps : élevage d'oiseaux
- Profession : membre de la Pie Grièche (escadron de la mort de Tennouren)

Franco Odman
- Âge : 45 ans
- Taille : 1,70 m
- Poids : 80 kg
- Nom de code : Franco le Vampire
- Passe-temps : collecte d'information
- Profession : membre de L'état major de Gabriella (dirigeant de la « Chauve-Souris)

Richard Domingo
- Âge : 33 ans
- Taille : 1,82 m
- Poids : 78 kg
- Nom de code : Richard l'Éclair
- Armes : Pistolets « Colt Peace Maker »
- Passe-temps : équitation, poker, roulette russe
- Profession : membre de l'état major de Gabriella (section assassinat)

Alex Woodend
- Âge : 24 ans
- Taille 1,68 m
- Poids : 62 kg
- Passe-temps : cuisine
- Profession : inspecteur chargé des affaires criminelles, appartenant à la police municipale de Cicero City

Douglas Carter
- Âge : 44 ans
- Taille : 1,78 m
- Poids : 72 kg
- Passe-temps : le travail
- Profession : commissaire au sein de la police municipale de Cicero City, chargé des affaires criminelles

Roxy D. Heyward
- Âge : 38 ans
- Taille : 1,70 m
- Poids : 60 kg
- Nom de code : Roxy la Grande Faucheuse
- Arme : « L’alligator »
- Passe-temps : lancer des couteaux
- Profession : Jackal (tueuse professionnel)

Ruberios Ruberio
- Âge : 35 ans
- Taille : 1,90 m
- Poids : 110 kg
- Nom de code : Ruberio le Belliqueux
- Arme : Hallebarde
- Passe-temps : entretien de son arme, exercice physique
- Profession : membre de l'état major de Gabriella (dirigeant de « La Sainte Nuit »)

Lei Chon Fee
- Âge : 34 ans
- Taille : 1,85 m
- Poids : 95 kg
- Nom de code : Lei le Dragon
- Arme : Dragon
- Passe temps : mah-jong
- Profession : chef de la Pie Grièche (escadron de la mort de Tennouren)

Cornelio Abogadro
- Âge : 24 ans
- Taille : 1,75 m
- Poids : 70 kg
- Nom de code : Cornelio l'Empoisonneur
- Arme : poison
- Passe-temps : expériences de chimie
- Profession : membre de l'état major de Gabriella (dirigeant du « Paradis »)

Giulio Montero
- Âge : 15 ans
- Taille : 1,65 m
- Poids : 58 kg
- Nom de code : L'Ange Giulio
- Arme : Dominus
- Passe-temps : Assassinat

Harold Montero
- Âge : 50 ans
- Taille : 1,60 m
- Poids : 50 kg
- Nom de code : Harold le Diable
- Arme : La Langue du Diable
- Passe-temps : formation de futurs assassins

Jimmy Danton
- Âge : 28 ans
- Taille : 1,95 m
- Poids : 115 kg
- Nom de code : Jimmy le Démoniaque
- Arme : La Masse Diabolique
- Passe-temps : dévorer des rongeurs vivants

Yuan Jin Fuu
- Âge : 28 ans
- Taille : 1,85 m
- Poids : 70 kg
- Nom de code : Yuan la Mante Religieuse
- Arme : La Déferlante
- Passe-temps : cérémonie du thé à la chinoise
- Profession : membre de la Pie Grièche (escadron de la mort de Tennouren)

## Manga
| no | Japonais         | Japonais          | Français          | Français          |
| no | Date de sortie   | ISBN              | Date de sortie    | ISBN              |
| --- | ---------------- | ----------------- | ----------------- | ----------------- |
| 1 | 25 mai 2006      | 978-4-7575-1686-1 | 11 septembre 2008 | 978-2-35592-028-8 |
| Liste des chapitres : - Kill-1 : Alligator - Kill-2 : Le gardien de la paix 1 - Kill-3 : Le gardien de la paix 2 - Kill-4 : Requiem 1 - Kill-5 : Requiem 2 - Kill-6 : Le géant et le dynamiteur 1 - Kill-7 : le géant et le dynamiteur 2 - Kill-8 : Le géant et le dynamiteur 3                               |                  |                   |                   |                   |
| 2 | 25 octobre 2006  | 978-4-7575-1803-2 | 11 septembre 2008 | 978-2-35592-029-5 |
| Liste des chapitres : - Kill-9 : L'immortelle - Kill-10 : Le singe bondissant - Kill-11 : Le ténébreux - Le cyclone 1 - Kill-12 : Le ténébreux - Le cyclone 2 - Kill-13 : Le ténébreux - Le cyclone 3 - Kill-14 : Le ténébreux - Le cyclone 4 - Kill-15 : Le ténébreux - Le cyclone 5 - Kill-16 : La sorcière |                  |                   |                   |                   |
| 3 | 24 mars 2007     | 978-4-7575-1971-8 | 13 novembre 2008  | 978-2-35592-040-0 |
| Liste des chapitres : - Kill-17 : L'assaut - Kill-18 : Gabriella - Kill-19 : Inoue 1 - Kill-20 : Inoue 2 - Kill-21 : Sheryl 1 - Kill-22 : Sheryl 2 - Kill-23 : La voie des ténèbres |                  |                   |                   |                   |
| 4 | 25 juillet 2007  | 978-4-7575-2055-4 | 12 février 2009   | 978-2-35592-051-6 |
| Liste des chapitres : - Kill-24 : Lee Meilang - Kill-25 : Le couloir de la mort - Kill-26 : Réveil brutal - Kill-27 : Back to Cicero City - Kill-28 : Le décapiteur - Kill-29 : Le retour du ténébreux - Kill-30 : La collaboration - Kill-31 : Richard l'éclair                                              |                  |                   |                   |                   |
| 5 | 25 décembre 2007 | 978-4-7575-2186-5 | 9 avril 2009      | 978-2-35592-063-9 |
| Liste des chapitres : - Kill-32 : La mante religieuse - Kill-33 : L'ours - Kill-34 : Combat de fauves - Kill-35 : Le réveil des ténèbres - Kill-36 : Retrouvailles - Kill-37 : La grande faucheuse - Kill-38 : Le coup de grâce - Kill-39 : Le belliqueux                                                     |                  |                   |                   |                   |
| 6 | 24 mai 2008      | 978-4-7575-2281-7 | 27 août 2009      | 978-2-35592-086-8 |
| Liste des chapitres : - Kill-40 : Kyrie - Kill-41 : La promesse - Kill-42 : L'otage - Kill-43 : Rendez-vous avec le destin - Kill-44 : L'ange et le diable - Kill-45 : Le banquet de la mort - Kill-46 : Le bœuf impétueux - Kill-47 : Dies irae                                                              |                  |                   |                   |                   |
| 7 | 25 octobre 2008  | 978-4-7575-2406-4 | 10 décembre 2009  | 978-2-35592-113-1 |
| Liste des chapitres : - Kill-48 : Graduale - Kill-49 : Une sanglante mise au point - Kill-50 : L'élégie de la trahison - Kill-51 : L'épée des ténèbres - Kill-52 : Les crocs de la mort - Kill-53 : La machination - Kill-54 : Mère et fils - Kill-55 : La chute finale - Kill-56 : Une ère nouvelle          |                  |                   |                   |                   |

### Édition japonaise
Square Enix
1. 1 2  Tome 1
2. 1 2  Tome 2
3. 1 2  Tome 3
4. 1 2  Tome 4
5. 1 2  Tome 5
6. 1 2  Tome 6
7. 1 2  Tome 7

### Édition française
Ki-oon
1. 1 2  Tome 1
2. 1 2  Tome 2
3. 1 2  Tome 3
4. 1 2  Tome 4
5. 1 2  Tome 5
6. 1 2  Tome 6
7. 1 2  Tome 7